# Скептицизм
У повсякденному використанні скептици́зм (грец. σκέπτομαι — помічати, зауважувати, розглядати) може означати таке:
- сумніви щодо певного явища чи існування або властивостей певного об'єкта,
- метод судження, що засновується на неприйнятті передчасних висновків.

У філософії скептицизм означає одну з наступних позицій:
- (принципову) обмеженість знання,
- отримання інформації про дійсність через сумніви та постійні перевірки чи експерименти,
- брак певності в існуванні позитивних мотивів для людських вчинків (цинізм).

У класичній філософії скептицизм означає вчення (Οι Σκεπτικοί) філософської школи, представники якої стверджували, що вони не «заявляють нічого, але лише висловлюють власну думку»[джерело?]. У цьому сенсі, філософський скептицизм — філософська позиція уникнення того, щоб постулювати остаточну істину. Застосований до себе, скептицизм поставив би під сумнів, чи є скептицизм прийнятною позицією взагалі.

## Розвиток скептицизму
У розвитку філософії після Арістотеля відбулися досить глибокі зміни, пов'язані з кризою демократичного суспільства, поширенням диктаторських режимів у всьому еллінському світі. Коло інтересів освіченої частини грецького суспільства звужується, під впливом трагедії теорії світової держави Арістотеля відбувається замикання на питаннях приватного життя особи, правил приватної моралі. Послаблюється загальний інтерес до теоретичного знання, падає довіра до пізнавальної сили людського розуму. Замість універсальних завдань світогляду, що охоплювали всі галузі знання, питання науки та філософії, виникає прагнення звести наукові проблеми до практичних правил особистої поведінки людини, які повинні забезпечити щастя (щастя розуміється як здатність до «незворушного» життя, як проста відсутність страждань).
З III століття до н. е. до І століття н. е. скептицизм як філософське вчення, що піддає сумніву саму можливість достовірного пізнання об'єктивного світу, був саме таким вченням. Найдовершенішої форми скептицизм досяг у вченнях давньогрецьких філософів Піррона, Енесідема, Агріппи, Секста Емпірика. Вони дійшли висновку, що марні спроби знайти остаточно встановлену істину свідчать про неможливість вирішити це завдання взагалі. Так, мислення здійснюється за відповідними формами, але вибір найкращої, досконалої форми мислення потребує використання тієї чи іншої форми. Отже, для відбору форми потрібно використовувати форму. А де ж критерій вибору логічної форми, яка стає критерієм вибору іншої форми мислення? Такої форми, відомої нам як найуніверсальнішої, ми не маємо. Аналогічною до проблеми недосконалості мислення для встановлення істини є ситуація і з чуттєвим пізнанням. Людина не має такого чуттєвого органу, який перевіряє інші органи чуття.
Використовуючи логічні засоби здійснення доказів, скептики дійшли висновку, що будь-яка істина доводиться лише іншою істиною. А це призводить до кола доведень, або до довільного вибору аксіом, або до нескінченної низки запитань. Тому висновок, що встановлення причини неможливо довести, цілком слушний. На підставі цих міркувань, аргументів (скептики називали їх «тропами») обґрунтовувалася рівнозначність протилежних тверджень, саме тому був проголошений головний принцип скептицизму — утримуватися від суджень.
Проте в житті постійно необхідно діяти, приймати певні рішення. Це змушувало визнавати, що за відсутності критеріїв істини слід керуватися критеріями практичної поведінки. Ці критерії мають спиратися на «розумну імовірність». Античний скептицизм постійно закликає слідувати тому, до чого нас ваблять відчуття та почуття (наприклад, їсти, коли відчуваєш голод), дотримуватись законів та звичаїв країни, де живеш, займатися певною діяльністю, якщо вона приносить тобі користь. Скептицизм констатує підкорення, «розчинення» індивіда як тілесної істоти у суспільно-історичному світопорядку тією мірою, в якій людина залишається природною істотою і тому мусить їсти, спати, вмирати. Разом з тим є внутрішній світ особистості, в якому людина (хай і обмежено) виявляє свою непідвладність зовнішнім обставинам. Звідси і позиція можливості «відгородитися» від світу зовнішньої необхідності і «втечі» від нього у внутрішній, духовний світ — «атараксія».
Пізній скептицизм залишає позицію врівноваженої недовіри відчуттям та мисленню, надає перевагу чуттєвому пізнанню, бо спирається на практичний досвід. Давньогрецькі скептики розробляли поняття про умови, що підвищують вірогідність корисних знань, які є наслідком спостереження і експерименту. В цілому скептицизм був спрямований проти догматичного трактування формальних законів мислення, розвивав уявлення про відносність людського пізнання.